# Livio Mehus

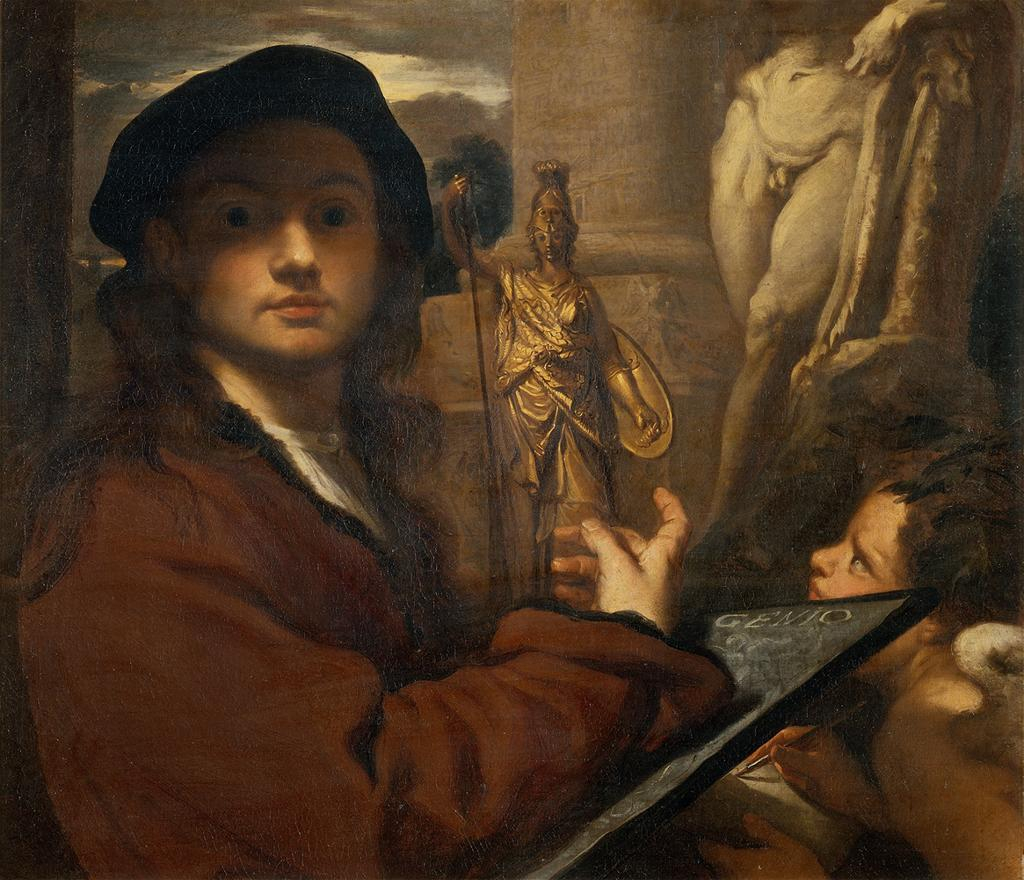
Il genio della scultura (Autoritratto)

Lieven Mehus (Oudenaarde, 1627 – Firenze, 7 agosto 1691) è stato un pittore fiammingo del periodo barocco.

## Vita
Lieven Mehus, in italiano tradotto e conosciuto come Livio Mehus, fu un pittore barocco di origine fiamminga, viaggiò molto ma la sua patria d'adozione fu Firenze dove fu molto apprezzato sia dalla corte medicea che dalla nobiltà fiorentina. La sua produzione fu numerosissima e distribuita in tutto il Granducato.
Nato a Oudenaarde, nelle Fiandre, nel 1627, ma per alcune fonti nel 1630, visse nella sua città natale fino all'età di 10 anni, in seguito il padre Luigi lo condusse in Italia. Nel 1640 i due Mehus erano a Milano, ma Livio, quattordicenne dopo qualche tempo presso la bottega del pittore di battaglie detto Carlo Fiammingo (che taluni individuano in Carlo Spierincks), decise di raggiungere Roma, allora capitale del barocco italiano.
Raggiunta Pistoia, dopo varie peripezie, fu notato da un gentiluomo di Roccastrada, castello del territorio senese, fu da lui spedito a Siena dove fu preso sotto la protezione da Mattias de' Medici, allora governatore del territorio senese. Dopo averlo messo a bottega dal pittore Giuliano Periccioli, Don Mattias decise di mandarlo a Firenze presso Pietro da Cortona, che in quel periodo stava affrescando le stanze di Palazzo Pitti.

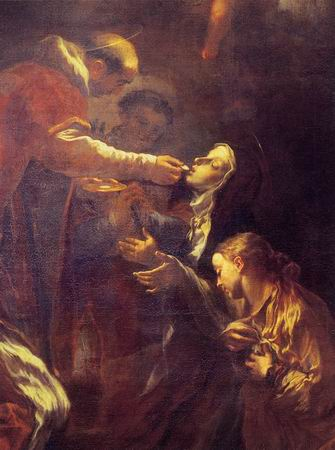
San Pietro d'Alcantara comunica Santa Teresa d'Avila, Prato, Museo dell'Opera del Duomo

Lasciata Firenze trascorse un periodo di vita inquieta spostandosi a Lucca, Genova e infine a Milano. In questo periodo la sua produzione pittorica s'interrompe e Livio:
(Piero Matini, Notizie de' professori del disegno da Cimabue in qua, (1681) p. 609)
Per poi riprendere, dopo la pausa militare, un nuovo viaggio verso sud, dove raggiunse finalmente Roma, era il 1650. Fu di nuovo preso sotto la protezione dei Medici, stavolta nella persona del cardinale Carlo de' Medici che abitava nella capitale.
Qui venne in contatto con i migliori pittori dell'epoca, acquisì i chiaroscuri del Caravaggio e la sua cerchia, ma fu anche molto debitore dai lavori del Guercino e della maniera emiliana tanto che alcune fonti lo vogliono anche allievo del pittore di Cento, Ma quello che più influenzò la sua pittura fu il contatto con le antichità della Roma imperiale che coniugò spesso nella sua pittura, soprattutto in quella di paesaggio e di battaglie a cui deve molto anche la conoscenza dei soggetti di Salvator Rosa.
In un suo soggiorno di tre anni a Venezia ebbe modo di entrare in contatto anche con la pittura veneta, soprattutto i grandi classici come Tiziano e il Tintoretto da cui assorbì le luminosità violente e morbide al tempo stesso.
Tornato in Toscana fu preso sotto la protezione del Gran Principe Ferdinando de' Medici, sfortunato erede al trono di Toscana figlio del Granduca Cosimo III, che aveva raccolto intorno a sé i migliori artisti della sua epoca sia pittori che scultori, ma anche musicisti come Alessandro Scarlatti e Georg Friedrich Händel.
Fu uno dei più importanti cortonisti, soprattutto nelle tele di carattere sacro, insieme a Ciro Ferri, il Volterrano, Giovan Battista Foggini e Raffaello Vanni.
Livio Mehus morì a Firenze il 7 agosto del 1691, fra i suoi allievi, pochi visto il carattere nomade del pittore, ricordiamo Bonaventura Gandi pittore di nature morte, Lorenzo Rossi e il più famoso Pandolfo Reschi.
I suoi lavori sono citati benevolmente dall'Abate Lanzi che nella sua opera sulla Storia della Pittura non esita a definire:
(Luigi Lanzi, Storia pittorica della Italia: dal risorgimento delle belle arti fin presso al fine del XVIII secolo, Volume 1, p. 334)

## Le opere

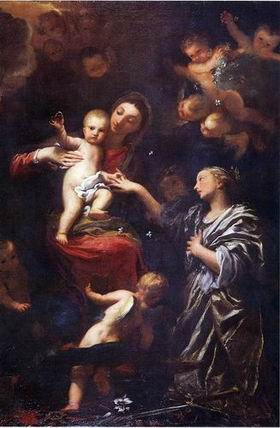
Matrimonio mistico di Santa Caterina, 1675, chiesa di San Bartolomeo, Prato

La maggior parte delle sue tele, soprattutto quelle di genere, paesaggi e battaglie, sono oggi conservate presso le collezioni dei privati. Ma le sue tele d'altare sono conservate anche in chiese e musei come L'Adorazione dei pastori al Musée des Ursulines di Mâcon, una numerosa serie di sanguigne provenienti dalla collezione della famiglia Strozzi è in deposito al Gabinetto dei Disegni del museo del Louvre.
Nella Galleria Palatina di Palazzo Pitti si trova uno dei suoi quadri più affascinanti: Il genio della scultura del 1650 circa, mentre Il genio della pittura è al Museo del Prado di Madrid. Nella stessa Galleria Palatina sono presenti anche Il Miracolo di San Zanobi, Santa Maria Maddalena penitente e Santa Maria Maddalena in estasi (1660-70).
Dalla Galleria degli Uffizi provengono invece Il sacrificio d'Isacco, L'Annunciazione e una scena pastorale intitolata Paesaggio con vendemmia; mentre San Pietro d'Alcantara comunica Santa Teresa d'Avila si trova a Prato nel Museo dell'Opera del Duomo. Sempre a Prato nella chiesa di San Bartolomeo un Riposo nella fuga in Egitto e Il matrimonio mistico di Santa Caterina.
Una Crocifissione, dove si sente l'influenza di Salvator Rosa, è al Museo Poldi Pezzoli a Milano.
Un Annuncio ai pastori è nella galleria di Palazzo degli Alberti, sempre a Prato. Fra i quadri di genere più suggestivi è Il cieco di Gambassi, che è il ritratto dello scultore Giovanni Gonnelli. La forza rappresentativa di questa tela non ha niente da invidiare a quelle del miglior "Pitocchetto" della generazione successiva.
Al Museo di belle arti di Boston si trovano due tele di gusto veneziano: Riposo dalla caccia e Paesaggio con lottatori. E nella galleria dei ritratti del Corridoio vasariano, si trova un Autoritratto del pittore, che è stato anche inciso da Antonio Pietro Pazzi.

## Mostre
- Nella Sala Bianca di Palazzo Pitti, nel 2000, si è tenuta una mostra sul pittore fiammingo al cui studio si sono dedicati, negli anni Settanta, Mina Gregori, Piero Bigongiari e Marco Chiarini.